# Rivière du Moulin (Deschambault-Grondines)
Pour les articles homonymes, voir Moulin (homonymie) et Rivière du Moulin.
La rivière du Moulin est un affluent de la rive nord-ouest du fleuve Saint-Laurent, descendant dans la municipalité de Deschambault-Grondines, dans la municipalité régionale de comté (MRC) Portneuf, dans la région administrative de la Capitale-Nationale, dans la province de Québec, au Canada.

## Géographie
La vallée de la rivière du Moulin est surtout desservie par la route 138 qui longe la rive nord-ouest de l'estuaire fluvial Saint-Laurent et la route 363 (route Guilbault) qui est perpendiculaire à la rive nord du fleuve.

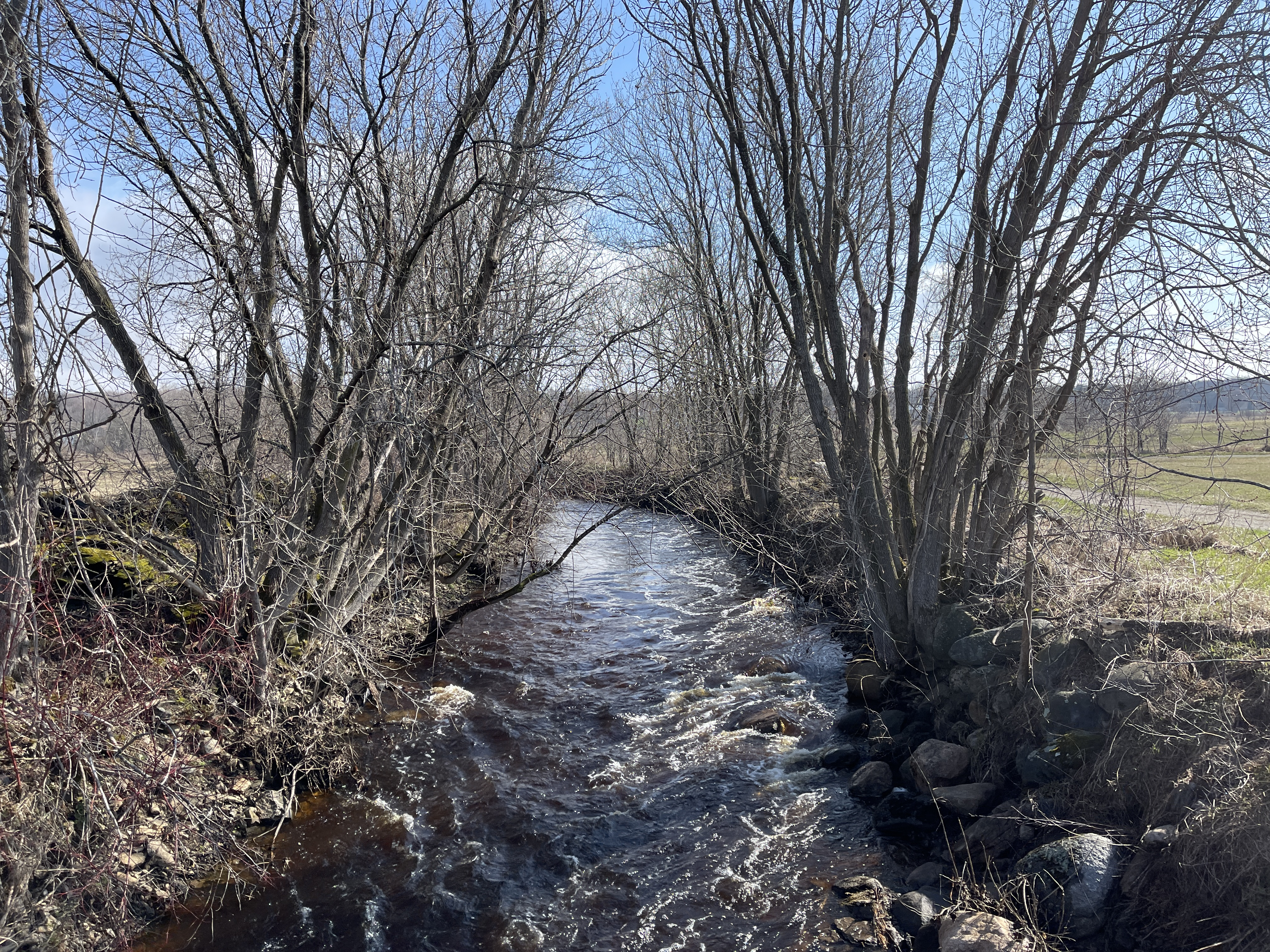
Rivière du Moulin en zone agricole, Grondines (Secteur)

L'agriculture constitue la principale activité économique du secteur ; la foresterie, en second.
La rivière du Moulin est située sur la rive nord du fleuve Saint-Laurent, entre Trois-Rivières et Québec, plus précisément entre les bassins versants de la rivière Sainte-Anne (à l'ouest) et de la rivière Portneuf (à l'est).
La rivière du Moulin prend sa source à côté du chemin de fer du Canadien Pacifique. Cette source est située à 4,0 km à l'ouest de la rive nord-ouest du fleuve Saint-Laurent ; à 5,9 km au sud du centre du village de Saint-Marc-des-Carrières ; à 13,9 km au nord-est de l'embouchure de la rivière Sainte-Anne.
À partir de sa source, la rivière du Moulin coule ensuite sur environ 11 km, avec une dénivellation de 33 m, selon les segments suivants :
- 5,1 km d'abord vers l'ouest en coupant le chemin de fer du Canadien Pacific, puis bifurquant vers le sud jusqu'au chemin de fer à nouveau ;
- 8,4 km vers le sud-ouest en zone agricole en coupant l'autoroute 40, puis route 138 dans le village de Grondines-Ouest, jusqu'à son embouchure[2].

La confluence de la rivière du Moulin est située sur le grès à 4,0 km au sud-est du chemin de fer ; à 9,3 km au sud-est du centre du village de Saint-Casimir ; à 10,3 km au nord-est de la confluence de la rivière Sainte-Anne avec le fleuve Saint-Laurent ; à 13,4 km au sud-ouest du centre du village de Deschambault-Grondines.

## Toponymie
Dans Description topographique... du Bas Canada..., publiée en 1815, le géographe Joseph Bouchette, écrit au sujet de la seigneurie de Grondines, qu'elle est très bien arrosée par la rivière Sainte-Anne, la Batiscan, et une petite rivière qui tombe dans le Saint-Laurent. Cette dernière fait tourner un moulin à grain et une scierie. Encore innommée en 1815, cette petite rivière reçut certainement le nom qu'elle porte aujourd'hui du moulin qu'elle alimentait naguère.
Le toponyme rivière du Moulin a été officialisé le 5 décembre 1968 à la Banque des noms de lieux de la Commission de toponymie du Québec.